# Тайсон, Нейтан
Нэйтан Тайсон (англ. Nathan Tyson; 4 мая 1982, Рединг, Англия) — английский футболист барбадоского происхождения, играющий на позиции нападающего, игрок клуба «Клэй Кросс Таун».

## Карьера
Тайсон начал свою карьеру в «Рединге» в молодежной академии. 29 апреля 2000 года Нэйтан дебютировал в первой команде, заменив Дариуса Хендерсона на 80-й минуте в матче с «Бери» (1:1) на Гигг Лейн. В августе 2001 года он присоединился к «Суонси Сити», играющем в третьем дивизионе, первоначально на месячную аренду. 29 сентября он был удален с поля за фол на голкипере Стюарте Броке, всего лишь через две минуты после того, как вышел на замену в победном матче с «Киддерминстером» на Аггборо. Тренер Колин Эддисон сообщил, что намерен обжаловать это решение, поскольку Тайсон «всего лишь сыграл в мяч». 23 января Тайсон забил свой первый гол в футбольной лиге и помог «лебедям» выиграть со счетом (2:0) «Дарлингтон» на Ветч Филд.